# Al Christie
Pour les articles homonymes, voir Christie.
Al Christie est un scénariste, réalisateur et producteur et canadien né le 26 novembre 1881 à London (Canada), mort le 14 avril 1951 à Hollywood (États-Unis). Il est le réalisateur du premier film tourné à Hollywood.

## Biographie
Al Christie, de son vrai nom Alfred Ernest Christie, est l'un des nombreux Canadiens à tenter sa chance à Hollywood aux débuts du cinéma.
Il commence sa carrière en 1909, en travaillant à la Centaur Film Company de David Horsley. Dès l'année suivante, il tourne les épisodes de Mutt and Jeff au rythme d'un par semaine. Chaque épisode de cette comédie tient sur une seule pellicule. L'année suivante, Al Christie va en Californie pour y fonder les Sudios Nestor pour le compte du même David Horsley. Il y réalise le premier film jamais tourné à Hollywood.
En 1916, il monte avec son frère Charles Christie sa propre société de production, la Christie Film Company. Al et Charles créent des courts métrages et longs métrages, principalement des comédies. Durant sa carrière, Al Christie écrit 95 scénarios et réalise ou produit plus de 200 films. La Grande Dépression marque la fin de la société de production des deux frères. Incapable de retrouver une place dans l'industrie du cinéma, Al se reconvertit un temps dans l'immobilier.
Il meurt d'une longue maladie. Il est inhumé au Hollywood Forever Cemetery. Il a son étoile sur le Hollywood Walk of Fame, au 6771 Hollywood Boulevard.

## Filmographie

### Producteur
- 1915 : Mrs. Plum's Pudding
- 1916 : Never Lie to Your Wife
- 1916 : Seminary Scandal
- 1917 : And in Walked Uncle
- 1917 : Her Hero
- 1917 : Who's Looney Now?
- 1917 : A Two-Cylinder Courtship
- 1917 : Five Little Widows
- 1918 : Kids
- 1918 : Know Your Neighbor
- 1918 : Know Thy Wife
- 1919 : Brides for Two
- 1919 : Hard Luck
- 1919 : A Rustic Romeo
- 1919 : Rowdy Ann
- 1919 : He Who Hesitates
- 1919 : Cupid's Hold-Up
- 1920 : All Jazzed Up
- 1920 : Save Me, Sadie
- 1920 : Watch Your Step, Mother
- 1920 : Petticoats and Pants
- 1920 : A Seaside Siren
- 1920 : Seven Bald Pates
- 1920 : A Home Spun Hero
- 1920 : Shuffle the Queens
- 1920 : Going Through the Rye
- 1920 : Wedding Blues
- 1920 : Tea for Two
- 1921 : Movie Mad
- 1921 : Ouija Did It!
- 1921 : See My Lawyer
- 1921 : The Reckless Sex
- 1921 : Dead Easy
- 1921 : Short and Snappy
- 1921 : Hubby Behave
- 1921 : Man vs. Woman
- 1921 : Hero Pro Tem
- 1921 : Ninety Days or Life
- 1921 : Oh Buddy!
- 1921 : Falling for Fanny
- 1921 : Kiss and Make Up
- 1922 : Pure and Simple
- 1922 : One Stormy Knight
- 1922 : Oh, Promise Me
- 1922 : A Hickory Hick
- 1922 : The Son of Sheik
- 1922 : Pardon My Glove
- 1922 : Choose Your Weapons
- 1922 : The Chased Bride
- 1922 : In Dutch
- 1923 : Second Childhood
- 1923 : Take Your Choice
- 1923 : Navy Blues
- 1924 : Savage Love
- 1924 : Ride 'Em Cowboy
- 1924 : Hold Your Breath
- 1924 : Reckless Romance
- 1925 : Madame Behave
- 1925 : Eat-a-Bite-a-Pie
- 1925 : La Marraine de Charley
- 1925 : Stop Flirting
- 1925 : Air Tight
- 1925 : Soup to Nuts
- 1925 : Seven Days
- 1925 : Hot Doggie
- 1925 : Yes, Yes, Babette
- 1926 : A Wireless Lizzie
- 1926 : Broken China
- 1926 : Dans la chambre de Mabel (Up in Mabel's Room) de E. Mason Hopper
- 1926 : Le Neurasthénique (en) (The Nervous Wreck) de Scott Sidney
- 1927 : Wild Wallops
- 1927 : Meet the Folks
- 1927 : A Moony Mariner
- 1927 : Splash Yourself
- 1927 : Swiss Movements
- 1928 : Nifty Numbers
- 1928 : Tillie's Punctured Romance
- 1929 : Confessions of a Chorus Girl
- 1929 : Post Mortem
- 1929 : The Carnation Kid
- 1929 : Music Hath Harms
- 1929 : Jed's Vacation
- 1929 : When Caesar Ran a Newspaper
- 1929 : Hot Lemonade
- 1929 : Oft in the Silly Night
- 1929 : Lovers' Delight
- 1929 : Divorce Made Easy
- 1929 : The Sleeping Porch
- 1929 : Ladies' Choice
- 1929 : Faro Nell
- 1929 : Adam's Eve
- 1929 : He Did His Best
- 1929 : The Fatal Forceps
- 1929 : The Dancing Gob
- 1929 : Dangerous Females
- 1929 : Brown Gravy
- 1929 : He Loved the Ladies
- 1929 : Weak But Willing
- 1929 : Marching to Georgie
- 1929 : That Red-Headed Hussy
- 1930 : For Love or Money
- 1930 : So This Is Paris Green
- 1930 : Let Me Explain
- 1930 : The Duke of Dublin
- 1930 : Don't Believe It
- 1930 : Scrappily Married
- 1930 : The Bearded Lady
- 1930 : Down with Husbands
- 1930 : The Stronger Sex
- 1930 : His Honor the Mayor
- 1930 : Sweethearts on Parade
- 1930 : The Freshman's Goat
- 1930 : Johnny's Week End
- 1930 : Love Your Neighbor
- 1930 : Don't Give Up
- 1930 : Our Nagging Wives
- 1930 : Charley's Aunt (en)
- 1930 : Expensive Kisses
- 1930 : Don't Leave Home
- 1930 : College Cuties
- 1931 : Girls Will Be Boys
- 1931 : A Happy Little Honeymoon
- 1931 : Come to Papa
- 1931 : Don't Divorce Him
- 1931 : The Foolish Forties
- 1931 : A College Racket
- 1931 : What a Head!
- 1931 : The Freshman's Finish
- 1931 : The Girl Rush
- 1931 : For the Love of Fanny
- 1932 : Keep Laughing (en)
- 1932 : Hollywood Runaround
- 1932 : That Rascal
- 1932 : Honeymoon Beach
- 1932 : He's a Honey
- 1932 : Ship A Hooey!
- 1933 : Static
- 1933 : Air Maniacs
- 1933 : Techno-Crazy
- 1933 : The Big Squeal
- 1934 : The Inventors
- 1934 : Going Spanish
- 1934 : Hotel Anchovy
- 1934 : How Am I Doing
- 1934 : She's My Lilly, I'm Her Willie
- 1934 : Marriage Wows Series: Domestic Bliss-ters
- 1934 : Nifty Nurses
- 1934 : Second Hand Husband
- 1934 : Rural Romeos
- 1934 : The Girl from Paradise
- 1935 : Dame Shy
- 1935 : College Capers
- 1935 : Easy Money
- 1935 : Moon Over Manhattan
- 1935 : An Ear for Music
- 1935 : The Song Plugger
- 1935 : All for One
- 1935 : Moonlight and Melody
- 1936 : Way Down Yonder
- 1936 : Pink Lemonade
- 1936 : Mixed Policies
- 1936 : Thanks, Mr. Cupid
- 1936 : Beware of Blondes
- 1936 : Give 'im Air
- 1936 : Love in September
- 1936 : Just Plain Folks
- 1936 : Gold Bricks
- 1936 : The White Hope
- 1936 : Triple Trouble
- 1936 : Spooks
- 1936 : Where Is Wall Street
- 1936 : Fresh from the Fleet
- 1936 : Sleepless Hollow
- 1936 : It Happened All Right
- 1936 : Rail Birds
- 1936 : Home on the Range
- 1936 : Peaceful Relations
- 1936 : Happy Heels
- 1936 : Alpine Rendezvous
- 1936 : Bashful Buddies
- 1936 : The Queen's Birthday
- 1936 : Boy, Oh Boy
- 1936 : The King Goes 'Round
- 1936 : L'As du feu (Blue Blazes)
- 1936 : Going Native
- 1936 : The Wacky Family
- 1936 : Gags and Gals
- 1936 : Whose Baby Are You
- 1936 : Treasure Chest Series: Krazi Inventions
- 1936 : Le Chimiste (The Chemist) (court métrage)
- 1936 : Rah! Rah! Rhythm
- 1936 : Spring Is Here
- 1936 : Play! Girls
- 1936 : Any Old Port
- 1936 : Grooms in Gloom
- 1936 : Modern Home
- 1936 : Amuse Yourself
- 1936 : Just the Type
- 1936 : Strike! You're Out!
- 1936 : The Screen Test
- 1936 : Transatlantic Love
- 1937 : High-C Honeymoon
- 1937 : Practically Perfect
- 1937 : See Uncle Sol
- 1937 : Hold It!
- 1937 : Fun's Fun
- 1937 : The Big Courtship
- 1937 : Man to Man
- 1937 : Dental Follies
- 1937 : Off the Horses
- 1937 : Ready to Serve
- 1937 : Pixilated
- 1937 : Comic Artist's Home Life
- 1937 : Melody Girl
- 1937 : Hi-Ya, Doc?
- 1937 : His Pest Girl
- 1937 : Freshies
- 1937 : Holding the Bag
- 1937 : Her Accidental Hero
- 1937 : Love in Arms
- 1937 : Hamlet and Eggs
- 1937 : Montague the Magnificent
- 1937 : Play Girls
- 1937 : Will You Stop!
- 1937 : Bashful Ballerina
- 1937 : The Timid Ghost
- 1937 : Silly Night
- 1937 : Ask Uncle Sol
- 1937 : Love Goes West
- 1937 : Koo Koo Korrespondance Skool
- 1937 : Heir Today
- 1937 : Rhythm Saves the Day
- 1937 : Playboy Number One
- 1937 : Hollywood Holiday
- 1937 : The Bashful Buckaroo
- 1937 : Dime a Dance
- 1937 : Dates and Nuts
- 1938 : Getting an Eyeful
- 1938 : Cupid Takes a Holiday
- 1938 : Air Parade
- 1938 : All's Fair
- 1938 : Love and Onions
- 1938 : Wanna Be a Model
- 1938 : Not Now
- 1938 : Beautiful, But Dummies
- 1938 : Sing for Sweetie
- 1938 : Pardon My Accident
- 1938 : Winner Lose All
- 1938 : The Miss They Missed
- 1940 : Half a Sinner (en)
- 1942 : The Framing of the Shrew
- 1947 : It Pays to Be Funny

### Scénariste
- 1912 : The Lost Address
- 1912 : A Matinee Mix-Up
- 1912 : Inbad, the Count
- 1912 : At Rolling Forks
- 1912 : Double Trail
- 1915 : In a Jackpot
- 1916 : Cupid Trims His Lordship
- 1916 : A Friend, But a Star Boarder
- 1916 : Those Primitive Days
- 1917 : As Luck Would Have It
- 1917 : Almost a Scandal
- 1917 : Almost a Bigamist
- 1917 : Almost Divorced
- 1917 : Betty Makes Up
- 1918 : All Dressed Up
- 1918 : All Mixed Up